# Le due orfanelle (film 1933)
Le due orfanelle (Les Deux Orphelines) è un film del 1933 diretto da Maurice Tourneur.

## Produzione
Il film fu prodotto dalla Pathé-Natan.

## Distribuzione
Distribuito dalla Pathé-Natan, uscì nelle sale cinematografiche francesi dopo una presentazione in anteprima tenuta a Parigi il 10 marzo 1933. Negli Stati Uniti, il film fu distribuito dalla Blue Ribbon Photoplays in versione sottotitolata con il titolo The Two Orphans, presentato il 6 febbraio 1934. Nel 1991, il film è stato riversato in VHS e distribuito in Francia dalle Éditions René Chateau.